# ماكسيم فيشيوك
ماكسيم فيشيوك (بالأوكرانية: Фещук Максим Ігорович)‏ (25 نوفمبر 1985 ببرودي في أوكرانيا - ) هو لاعب كرة قدم أوكراني في مركز الهجوم. شارك مع منتخب أوكرانيا تحت 19 سنة لكرة القدم ومنتخب أوكرانيا تحت 21 سنة لكرة القدم. أما مع النوادي، فقد لعب مع نادي تافريا سيمفروبول ونادي داسيا كيشيناو ونادي شاختار قراغندي ونادي كارباتي لفيف وFC Karpaty-2 Lviv ‏ وFC Karpaty-3 Lviv ‏ وهوفيرلا أوجهورود ‏.

## وصلات خارجية
- ماكسيم فيشيوك على موقع الاتحاد الأوربي (الإنجليزية)
- ماكسيم فيشيوك على موقع اتحاد أوكرانيا (الإنجليزية)
- ماكسيم فيشيوك على موقع قاعدة بيانات كرة القدم.إي يو (الإنجليزية)
- ماكسيم فيشيوك على موقع Soccerway.com (الإنجليزية)
- ماكسيم فيشيوك على موقع عالم كرة القدم.نت (الإنجليزية)